# Bioley-Magnoux
Bioley-Magnoux é uma comuna da Suíça, situada no distrito de Jura-Nord Vaudois, no cantão de Vaud. Tem 4,29 km² de área e sua população em 2018 foi estimada em 226 habitantes.